# José Antonio de Segovia
José Antonio de Segovia Botella (Las Navas del Marqués, provincia de Ávila, 23 de octubre de 1982) es un ciclista español que fue profesional y un destacado ciclista amateur.

## Biografía
Vencedor de algunas carreras regionales, se reveló como buen ciclista ganando la primera etapa de la Vuelta a Extremadura en 2009. Desde esa victoria de etapa conservó su plaza de líder consiguiendo ganar la 24.ª edición de la Vuelta a Extremadura como amateur. Fichó por el equipo Xacobeo Galicia en 2010.
En su haber tiene también el critérium Memorial Isabel Clavero, ganado en noviembre de 2010 que también sirvió de homenaje a Chechu Rubiera.
En 2013, como amateur en el Supermercados Froiz, se impuso en una etapa de la carrera profesional de la Vuelta a León.
En 2014, sigue cosechando victorias, un total de 12 que le convierten en el corredor con más victorias de la categoría élite. En 2015, ficha por el equipo profesional portugués Louletano-Ray Just Energy
El 9 de diciembre de 2016 anunció su retirada del ciclismo con 34 años de edad y tras 19 años practicando el ciclismo tres de ellos como profesionales.

## Palmarés
| 2008 - 1 etapa de la Vuelta a Zamora - 1 etapa de la Vuelta a Tenerife 2009 - Vuelta a Extremadura, más 1 etapa 2010 - Critérium Memorial Isabel Clavero 2011 - 1 etapa de la Vuelta a Extremadura - 1 etapa de la Vuelta a Ávila - Vuelta a Salamanca 2012 - 1 etapa de la Vuelta a Ávila | 2013 - Vuelta a La Coruña - Vuelta a Ávila, más 1 etapa - 1 etapa de la Vuelta a Galicia - 1 etapa de la Vuelta a Zamora - 1 etapa de la Vuelta a León 2014 - Vuelta a Zamora, más 1 etapa - Vuelta a La Coruña, más 2 etapas - 1 etapa de la Vuelta a Galicia - Vuelta a Ávila - Memorial Manuel Sanroma, más 2 etapas |